# Гундерих
Гундерих (ванд. Guntharîx, лат. Gundericus; 379, Древняя Германия — 428, Севилья) — король вандалов-асдингов в 407—428 годах.

## Биография

### Происхождение
Гундерих был младшим сыном короля вандалов Годагисла от законной жены, в результате чего занял престол в обход Гейзериха, старшего сына Годагисла от наложницы.

### Вторжение в Галлию и Испанию
В ночь с 31 декабря 406 на 1 января 407 года вандалы вместе с аланами и свевами перешли Рейн в районе Майнца. Разбив франков, они с огнём и мечом прошли сквозь всю Галлию, оставив за собой разрушенные города и сожженные деревни, особенно на востоке страны. В одном из сражений с франками или римскими войсками узурпатора императорского титула из Британии Константина погиб король вандалов Годагисл. Традиционно его гибель датируется 406 годом, королём был провозглашён его сын Гундерих.
Осенью 409 года вандалы, аланы и свевы прорвались в Испанию. Вторжение их за Пиренеи носило такой же разрушительный характер, как и в Галлии. Они убивали и опустошали все вдоль и поперек, поджигали города и отбирали у населения продовольственные запасы. Олимпиодор и Исидор рассказывают о случаях людоедства в осаждённых городах. К 411 году варварам удалось захватить большую часть Испании. Действующий в Испании военачальник узурпатора Константина III Геронтий и позже сам узурпатор были вынуждены заключить с ними договор, сохранив под своей властью лишь Тарраконскую провинцию, прилегающую к Пиренеям. Вандалы-асдинги расселились в Восточной Галисии, также в Галисии разместились свевы, вандалы-силинги — в Бетике, а аланы — в Лузитании и Карфагенской провинции. По некоторым предположениям, вандалы и аланы уже в Испании приняли христианство в форме арианства.

### Войны с вестготами, свевами и римлянами
Тем временем центральная власть Западно-Римской империи нашла союзника в вестготах, вторгшихся в Испанию. С 416 по 418 годы вестготы во главе с королём Валией разбили в ряде сражений силингов, аланов и свевов. Король аланов Аддак был убит, в 416 году король силингов Фридубальд был взят в плен и отослан к императору Гонорию. С тех пор силинги и аланы, лишённые вождей, подчинились королю асдингов Гундериху и больше не выбирали своих королей. Согласно хронике Идация силинги были практически полностью истреблены.
Поскольку вестготы в 418 году получили в качестве федератов право поселиться в юго-западной Галлии (в Аквитании) и ушли из Испании, Западно-Римская империя стала вербовать свевов, пытаясь теперь использовать их против вандалов и аланов. В 418 году римское войско заставило вандалов снять осаду свевов под Бракарой.
В 422 году римская армия под командованием военачальника Кастина предприняла поход против вандалов и аланов. Однако Кастин был разгромлен в сражении при Тарраконе, вандалы и аланы захватили Тарраконскую провинцию и юго-восточное побережье Испании. Победители захватили портовые города, и, реквизировав римские корабли, напали на Балеарские острова и Мавретанское побережье.
В 428 году они заняли важные города Гиспалис (современная Севилья) и Новый Карфаген (современная Картахена).

### Смерть Гундериха
В 428 году Гундерих умер. Прокопий Кесарийский приводил два разных варианта гибели Гундериха:

«Говорят, что он был умерщвлён братом. Но вандалы отвергают эти утверждения, говоря, что Гонтарис в битве с германцами был захвачен и посажен ими на кол и что Гизерих, будучи уже единодержавным вождём, привёл вандалов в Ливию. Это я слышал, и от самих вандалов, передававших события в таком виде.»

Исидор Севильский же повествовал, что Гундерих разрушил базилику Святого Винценция, покровителя города Гиспалиса, в результате чего «Божьим повелением был на рыночной площади настигнут дьяволом и пал мёртвым».
Уже в северной Африке, по словам Виктора Витенского, Гейзерих приказал утопить жену Гундериха и убить его сыновей.

## Комментарии
1. ↑  Иногда одним из сыновей Гундериха называют некоего Гелимера, супругой которого, якобы, была дочь короля вестготов Атаульфа Эврика. Однако подтверждения этих сведений в исторических источниках отсутствуют[6].